# Natura morta con frutta e brocca
Natura morta con frutta e brocca, noto anche col titolo Postpasto, è un dipinto del Pensionante del Saraceni, eseguito con la tecnica dell'olio su tela. A lungo attribuito a Caravaggio, si trova esposto presso la National Gallery of Art di Washington: in precedenza aveva fatto parte della Collezione Fejer de Buck, della Collezione Contini Bonaccossi e della Collezione Kress.
Benché il sito del museo indichi la datazione al 1615 , secondo alcuni studiosi il dipinto oscillerebbe tra il 1610 e il 1625.